# Margareta Maurer-Fischer
Margareta Maurer-Fischer (* 1775 in Schaffhausen; † 1847) war eine Schweizer Gefolgin und Unternehmerin.

## Leben
Geboren in der Vorstadt von Schaffhausen, heiratete Margareta mit 19 Jahren. In den folgenden sechzehn Jahren wurde sie Mutter von elf Kindern. Verwitwet, kam sie durch Unterstützung in ihrem näheren Umfeld über die schwierigste Zeit hinweg. 1817 lud Margareta Maurer die Wanderpredigerin Baronin Juliane von Krüdener nach Schaffhausen ein. Nach einer Intervention der Kirchenleitung wurde sie nach kurzer Zeit durch die Schaffhauser Behörden ausgewiesen. 1820 reiste Margareta Maurer auf Einladung der Baronin mit sechs ihrer Kinder zum Rittergut Kosse in Livland (heute Viitina in Estland), wo sie aufgewachsen war. Als Gefolgin der Baronin zog Margareta in den Osten und verstarb 1847 in ihrer neuen Heimat.

### Artikel in biographischen Handbüchern und Zeitschriften
- Arbeitsgemeinschaft Frau und Politik (Hrsg.): Frauenpfade. Auf den Spuren bekannter Schaffhauser Frauen. Verlag am Platz, 1994, ISBN 390 860 906 2, S. 22–25.
- Ernst Steinemann: Frau Margareta Maurer-Fischer und ihre Kinder auf dem Wege nach der Krim 1807–1842. 1966.

| Personendaten    | Personendaten              |
| ---------------- | -------------------------- |
| NAME             | Maurer-Fischer, Margareta  |
| KURZBESCHREIBUNG | Gefolgin und Unternehmerin |
| GEBURTSDATUM     | 1775                       |
| GEBURTSORT       | Schaffhausen               |
| STERBEDATUM      | 1847                       |